# Orzales (La Rioja)
Orzales es una aldea desaparecida situada en el municipio de San Vicente de la Sonsierra (La Rioja, España). Se localizaba próxima a la cima del Toloño.
El único resto que queda de ella es la Ermita de Orzales que según la asociación Hispania Nostra es uno de los siete edificios de La Rioja en peligro de desaparición (2009).
 La iglesia estaba dedicada a San Bartolomé.

## Historia
En el Libro de visita del licenciado Gil de 1556 aparece con 8 vecinos. En el mapa de Tomás López de 1769 figura como un caserío.
Según P. González fue quemada por los franceses en 1808. Durante la Guerra de la Independencia Española, el General Verdier ordenó destruir la aldea, después de sofocar una insurrección en Logroño.